# Littérature bosnienne
La littérature bosnienne désigne la littérature en bosnien, ou en Bosnie-Herzégovine, ou par les diasporas.

## Moyen-Âge
- Bogomilisme

## XVIesiècle
- Hasan Kafi Pruščak (1544–1615)

## XVIIesiècle
- Muhamed Hevaji Uskufi Bosnevi (1601–1651), écrivain et poète
- Mustafa Ejubović (1651–1707), historien, écrivain, mufti de Mostar

## XVIIIesiècle
- Mula Mustafa Bašeskija (1731–1809), chroniqueur, diariste, poète, calligraphe
- Abdulvehab Ilhamija (1773–1821), écrivain et poète
- Umihana Čuvidina (en) (1794c–1870c), poétesse ottomane, contributrice de la sevdalinka

## XIXesiècle
- Ivan Franjo Jukić (1818–1857), écrivain, catholique, autoproclamé bosniaque
- Antun Knežević (en) (1834-1889)
- Mehmed Kapetanović (1839–1902)
- Edhem Mulabdić (1862–1954)
- Osman Nuri Hadžić (1869–1937), écrivain, intellectuel
- Safvet beg Bašagić (1870–1934), écrivain, poète
- Avdo Međedović (1875–1953), poète (oral)
- Avdo Karabegović (1878–1908), écrivain
- Musa Ćazim Ćatić (1878–1915), écrivain, poète
- Osman Đikić (1879–1912), poète romantique, dramaturge

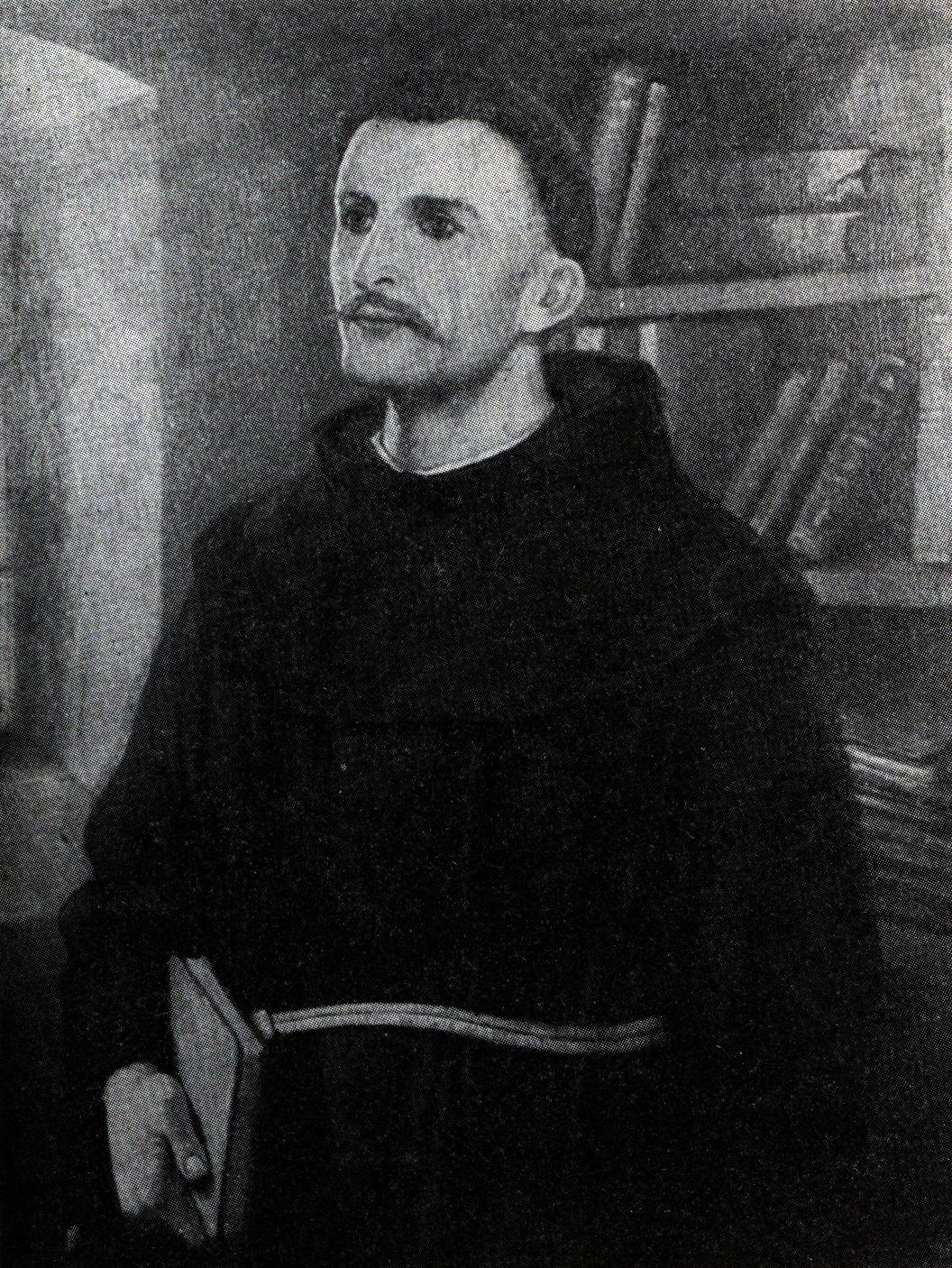
Ivan Franjo Jukić
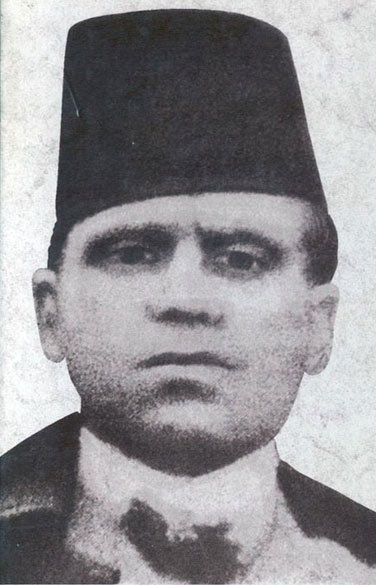
Musa Ćazim Ćatić

## XXesiècle
- Hamid Ekrem Šahinović (1882–1936), écrivain, dramaturge
- Hamdija Kreševljaković (1888–1959), historien
- Isak Samokovlija (1889-1955), nouvelliste, romancier
- Ivo Andrić (1892-1975)
- Miroslav Krleža (1893-1981), écrivain croate
- Nafija Sarajlić (1893–1970), première poétesse bosniaque, écrivaine
- Hamza Humo (en) (1895–1970), poète, dramaturge, nouvelliste
- Ahmed Muradbegović (1898–1972), écrivain, dramaturge, romancier
- Rodoljub Čolaković (en) (1900-1983)
- Hasan Kikić (1905–1942), poète
- Hamid Dizdar (1907–1967), écrivain, poète
- Skender Kulenović (1910–1978), poète, romancier, dramaturge
- Meša Selimović (1910–1982), auteur de Le Derviche et la Mort (1966)
- Enver Čolaković (1913–1976), romancier, poète, traducteur
- Ćamil Sijarić (1913–1989), romancier et nouvelliste
- Avdo Humo (1914–1983), écrivain et politicien
- Branko Ćopić (1915-1984), écrivain, poète
- Zija Dizdarević (1916–1942), écrivain en prose
- Mak Dizdar (1917–1971), poète
- Zaim Topčić (1920–1990)
- Zuko Džumhur (1920–1989)
- Vladimir Čerkez (hr) (1923-1990), romancier, dramaturge
- Derviš Sušić (1924–1990)
- Risto Trifković (sr) (1924-1992), nouvelliste, romancier
- Mladen Oljača (1926-1994), Kozara
- Vitomir Lukić (en) (1929-1991)
- Muhamed Filipović (1929-), philosophe, théoricien, essayiste, historien
- Izet Sarajlić (1930–2002), historien, essayiste, traducteur, poète
- Nasiha Kapidžić-Hadžić (1931–1995), poétesse, écrivaine pour enfants
- Alija Isaković (1932–1997), essayiste, lexicographe, dramaturge, publiciste
- Bisera Alikadić (1939-), poète
- Nedžad Ibrišimović (1940–2011)
- Asaf Duraković (1940-), poète
- Vehid Gunić (1941–2017), écrivain, journaliste
- Ayşe Kulin (1941-), romancier et journaliste turc d'ascendance bosniaque
- Abdulah Sidran (1944-), écrivain et poète
- Šemso Tucaković (1946-), écrivain et historien
- Nijaz Duraković (1949–2012), écrivain et intellectuel
- Safet Plakalo (1950–2015), dramaturge et poète
- Dževad Karahasan (1953-), écrivain-philosophe
- Zlatko Topčić (1955-), écrivain, scénariste
- Asim Bajramović (1956-), poète, auteur de chansons
- Jasmin Imamović (1956-), écrivain, maire de Tuzla
- Šerbo Rastoder (1956-), historien
- Senad Hadžimusić (1957-), poète, auteur de chansons
- Midhat Ajanović (1959-)
- Semezdin Mehmedinović (1960-)
- Semir Osmanagić (1960-)
- Marsela Šunjić (1963-2009, en croate)[1]
- Aleksandar Hemon (1964-)
- Velibor Čolić (1964-)
- Tarik Samarah (1965-)
- Feđa Isović (1965-), scénariste
- Miljenko Jergović (1966-), auteur de best-sellers

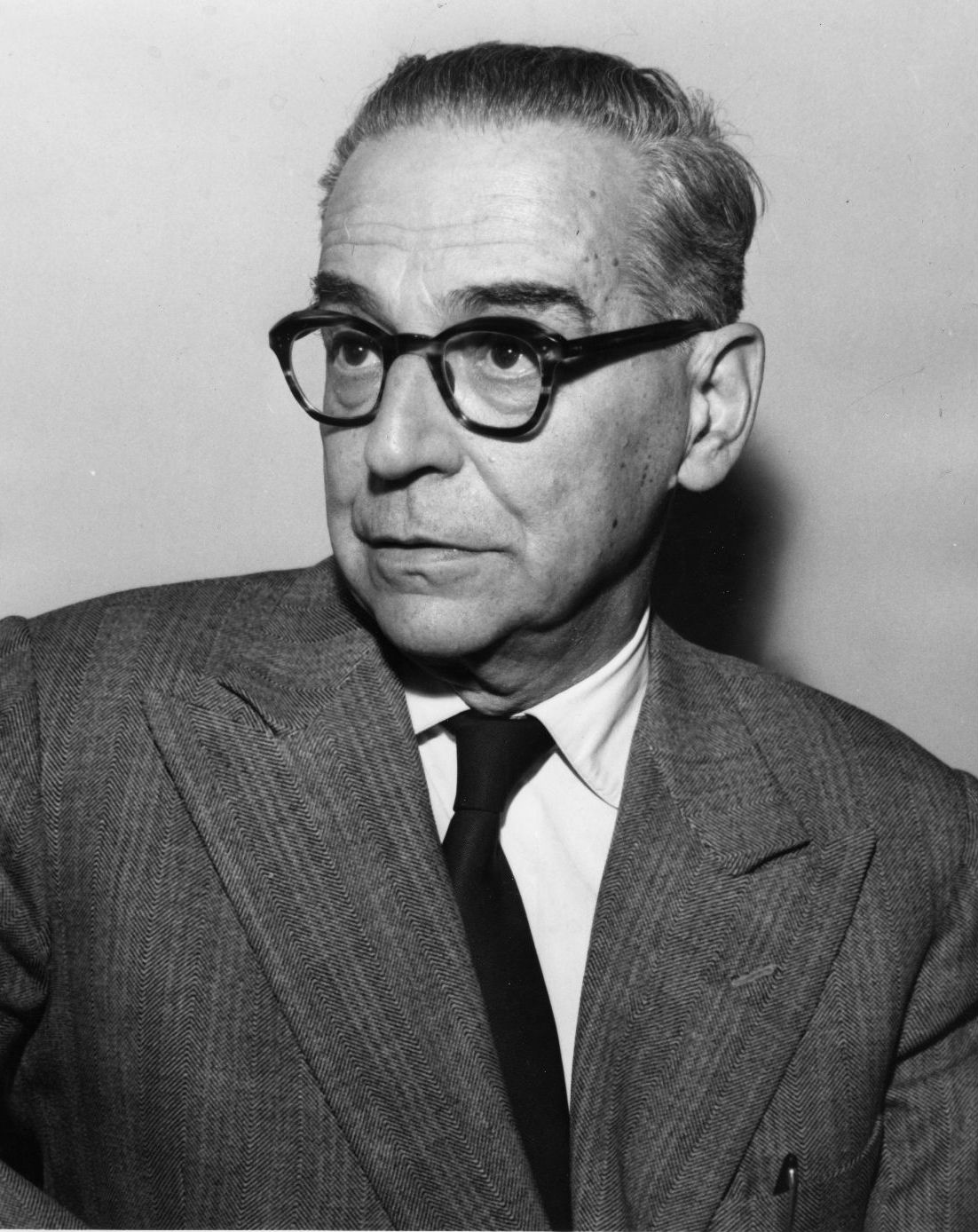
Ivo Andrić
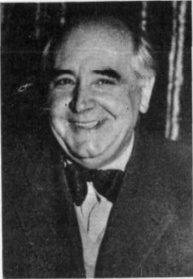
Miroslav Krleža
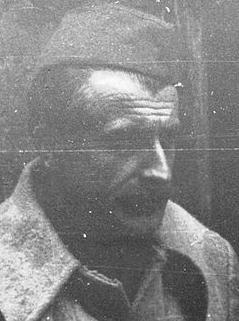
Skender Kulenović
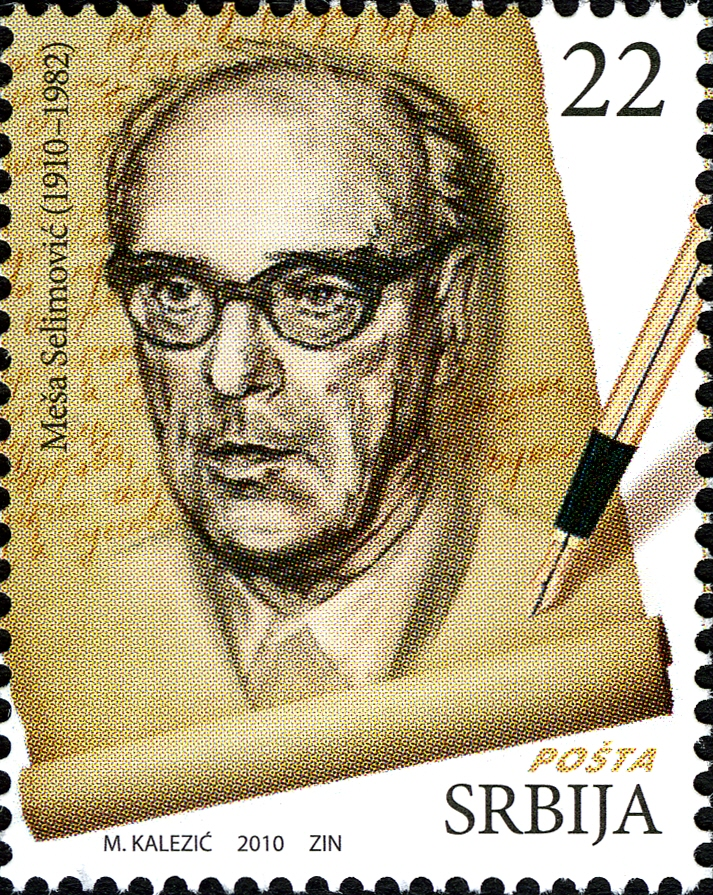
Meša Selimović
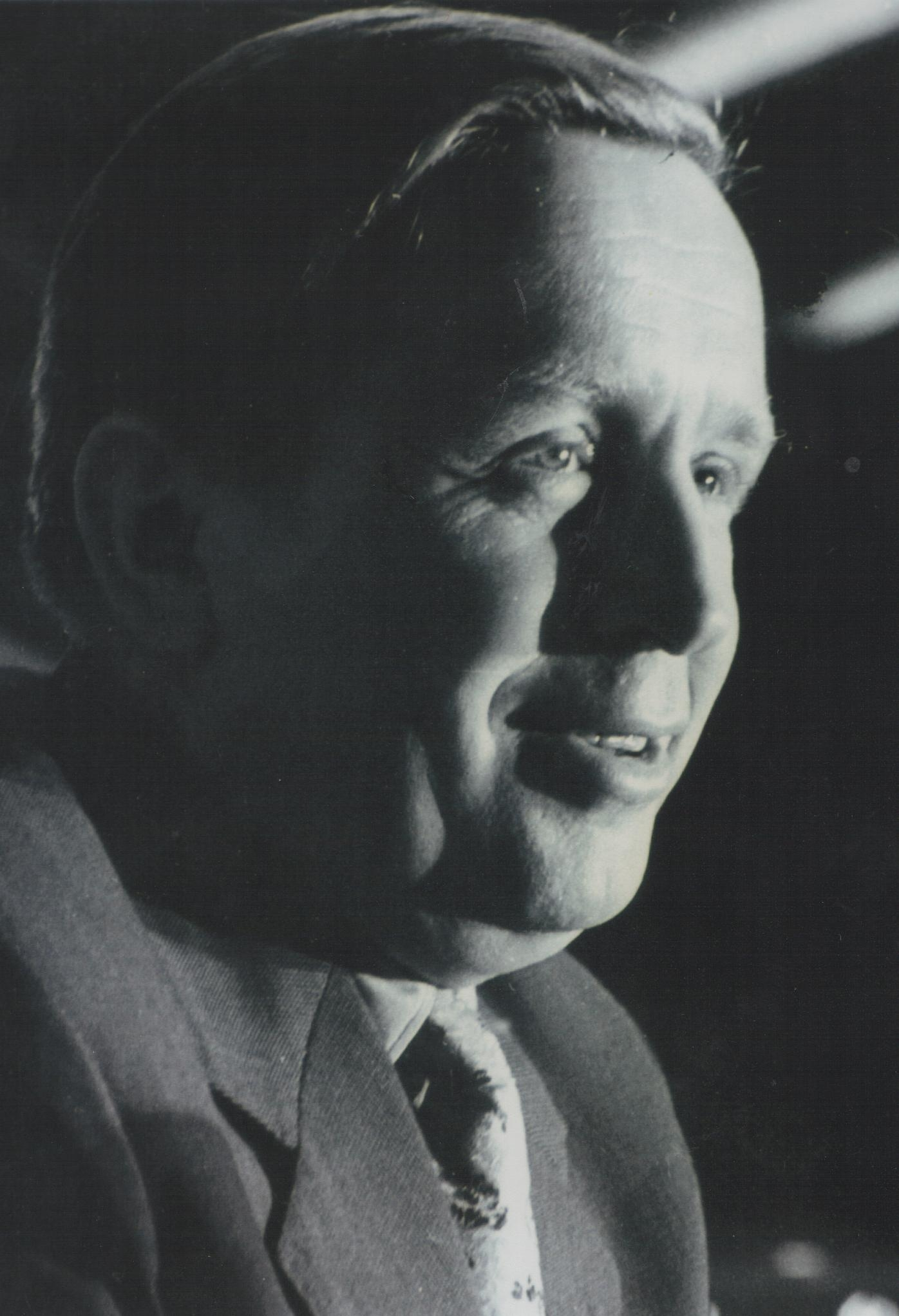
Branko Ćopić
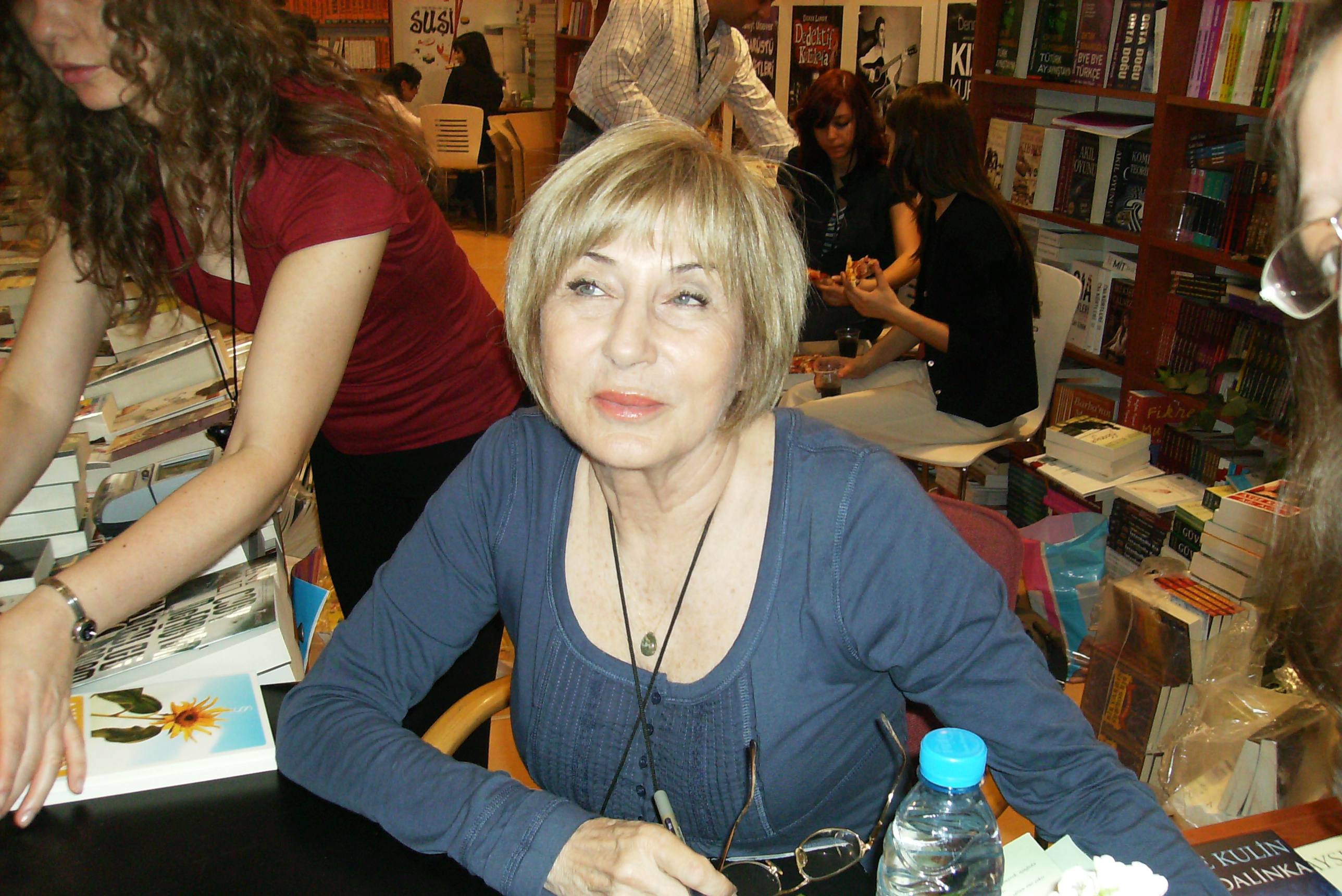
Ayşe Kulin
Abdulah Sidran
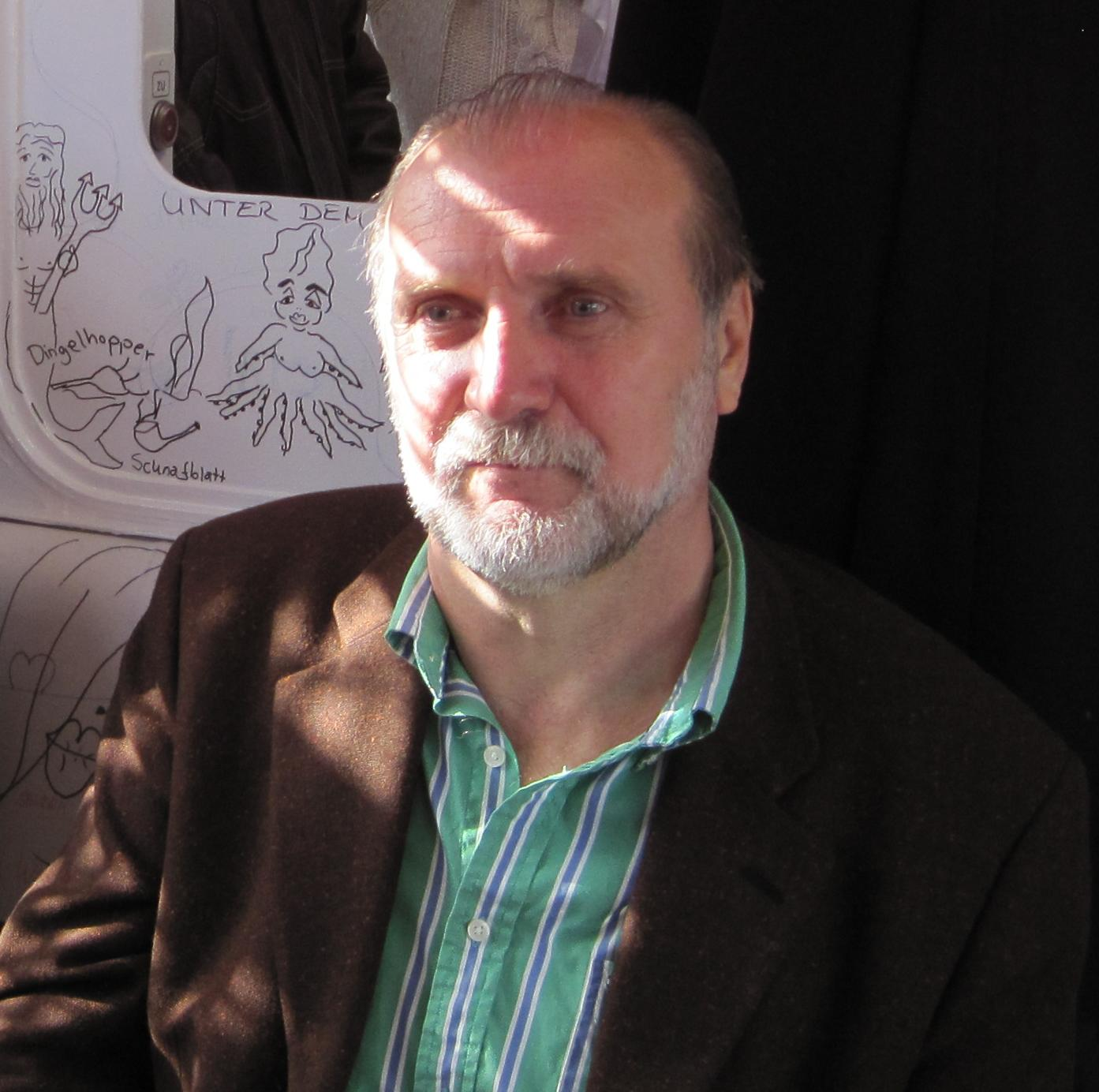
Dževad Karahasan
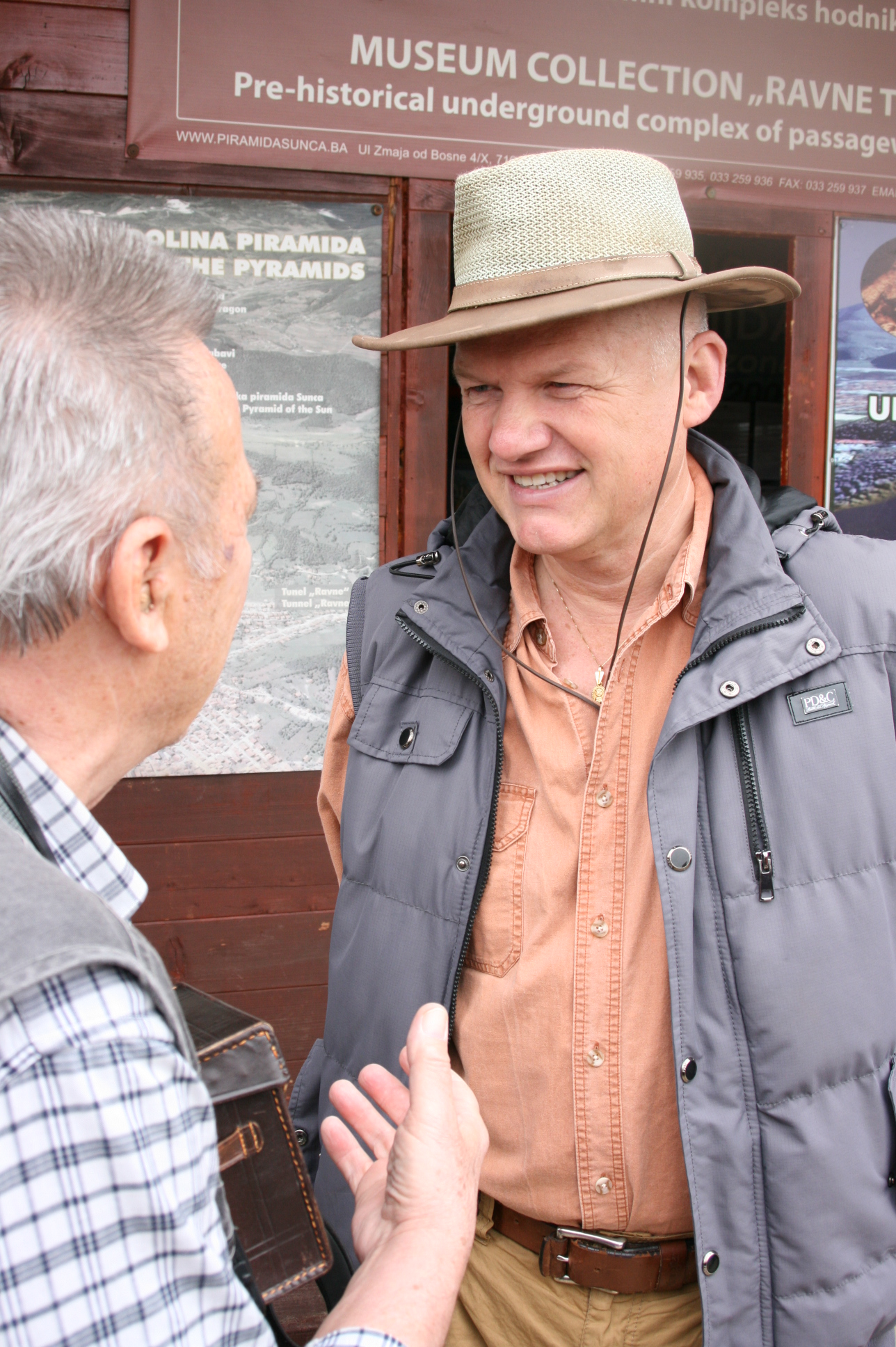
Semir Osmanagić
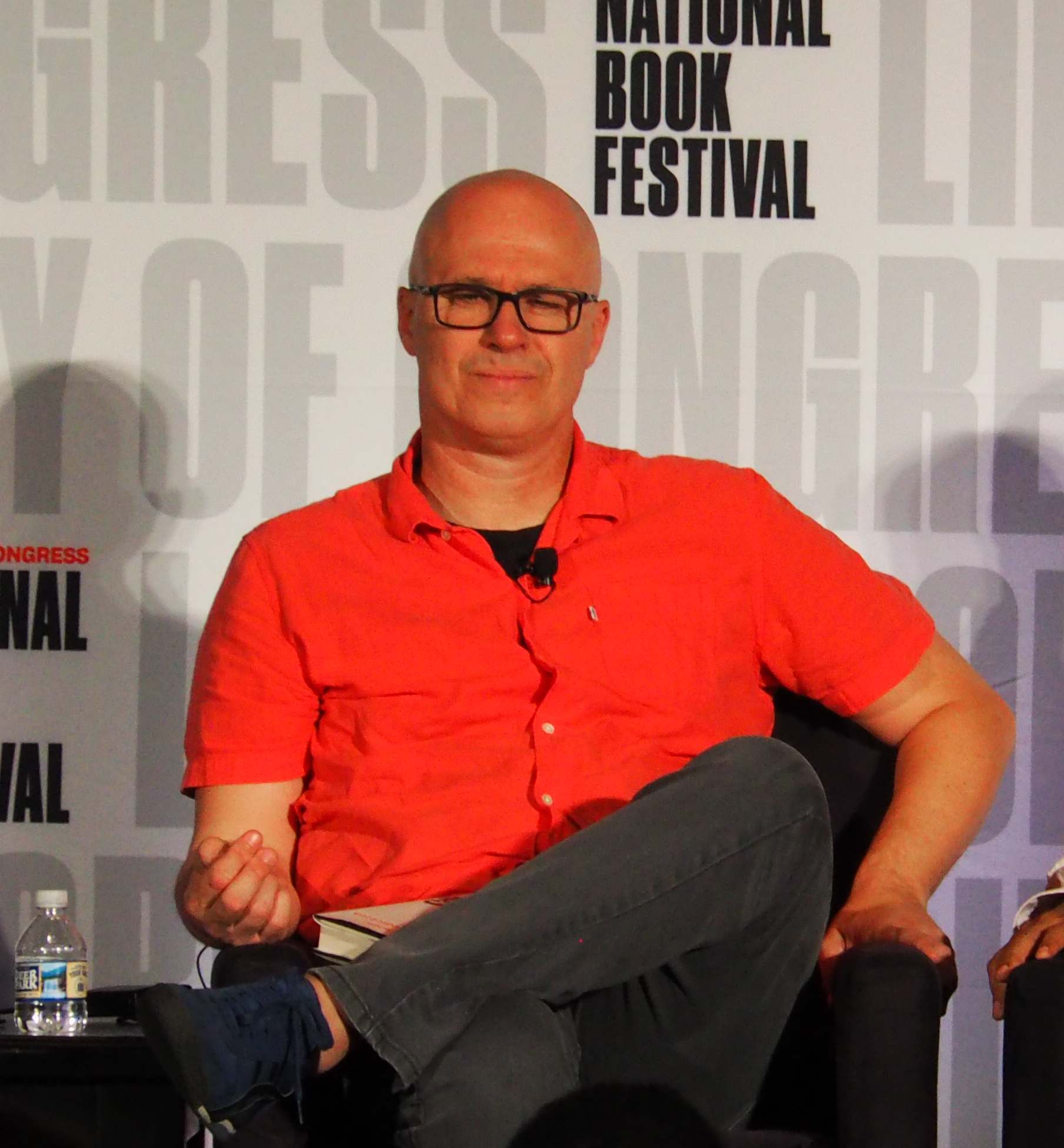
Aleksandar Hemon
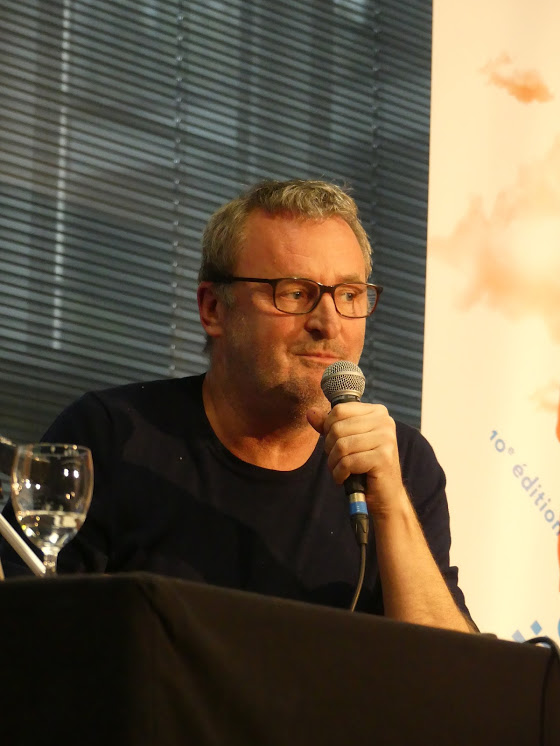
Velibor Čolić
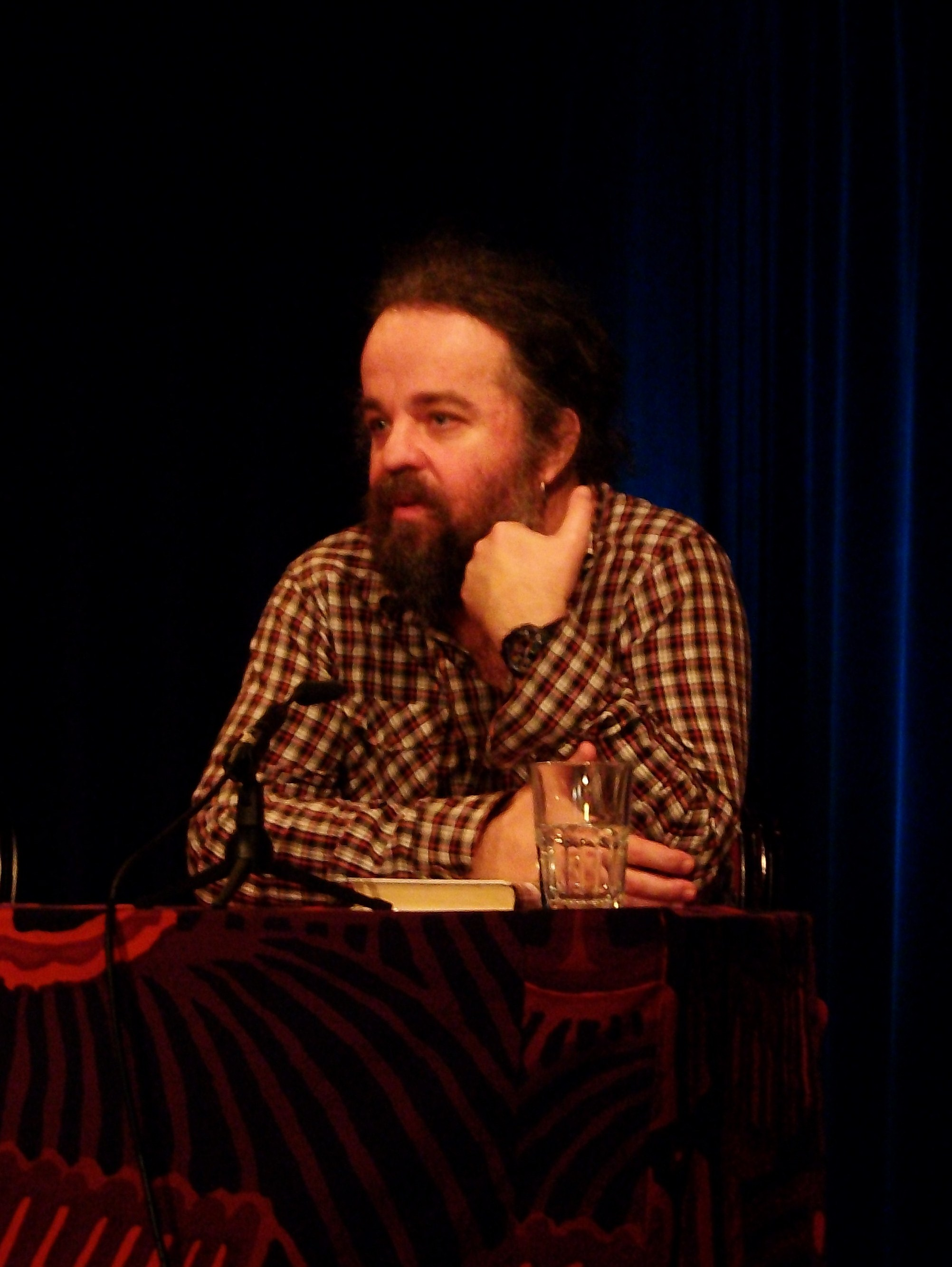
Miljenko Jergović

## XXIesiècle
- Faruk Šehić (en) (1970-), poète, romancier, nouvelliste, Le Livre de l'Una (2011)
- Karim Zaimović (1971–1995), écrivain, journaliste, publiciste
- Nihad Hasanović (1974-), écrivain, traducteur
- Emir Suljagić (1975-)
- Zlata Filipović (1980-)

## Œuvres
- Chirvat-türkisi (1588-1589)
- Hasanaginica (1646-1649)

## Auteurs
- Liste chronologique d'écrivains bosniens

## Institutions
- Festivals littéraires : Festival littéraire Krokodil (en) (depuis 2009), Festival international de littérature de Novi Sad (en) (depuis 2006)
- Magazines littéraires : Nada (magazine) (en) (1895-1903)

Liste restreinte de prix littéraires internationaux :
- Prix européen de littérature (2005)
- Prix Angelus de littérature d'Europe centrale (de) (2006)